# Arthur Irawan
Arthur Daniel Irawan (Soerabaja, 3 maart 1993) is een Indonesisch voetballer die bij voorkeur als rechtsback speelt. Hij tekende in 2017 bij PSM Makassar.

## Clubcarrière
Irawan werd geboren in Soerabaja. In 2012 trok hij naar RCD Espanyol, waar hij 22 wedstrijden bij het tweede elftal speelde. In 2014 speelde hij kort bij Málaga CF. In augustus 2014 tekende de rechtsback bij Waasland-Beveren. Op 9 mei 2015 debuteerde hij in de Jupiler Pro League in het thuisduel tegen KV Mechelen. Hij viel na 74 minuten in voor Floriano Vanzo. Medio 2016 liep zijn contract af en begin 2017 ging hij in Indonesië voor PSM Makassar spelen.